# Muscle grand droit postérieur de la tête
Le muscle grand droit postérieur de la tête est un des muscles sous-occipitaux. C'est un muscle profond participant à l'équilibrage de la tête sur le cou.

## Description
Le muscle grand droit postérieur de la tête est un muscle pair court et triangulaire.
Il fait partie du triangle sous-occipital.

## Origine
Le muscle grand droit postérieur de la tête nait de la fossette latérale du processus épineux de l'axis.

## Trajet
Le muscle grand droit postérieur de la tête monte obliquement en dehors latéralement au muscle petit droit postérieur de la tête.

## Terminaison
Le muscle grand droit postérieur de la tête se termine sur la ligne nuchale inférieure de l'os occipital.en dehors de l'insertion du muscle petit droit postérieur.

## Innervation
Le muscle grand droit postérieur de la tête est innervé par une branche postérieure du premier nerf spinal cervical.

## Action
Le muscle grand droit postérieur de la tête est extenseur, fléchisseur latéral et rotateur de la tête.
Il permet également la proprioception positionnelle de la tête.

## Galerie

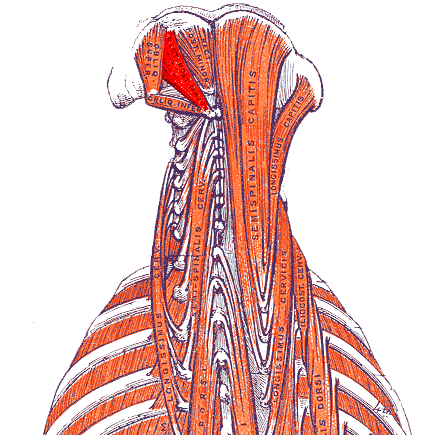
Le muscle grand droit postérieur de la tête gauche
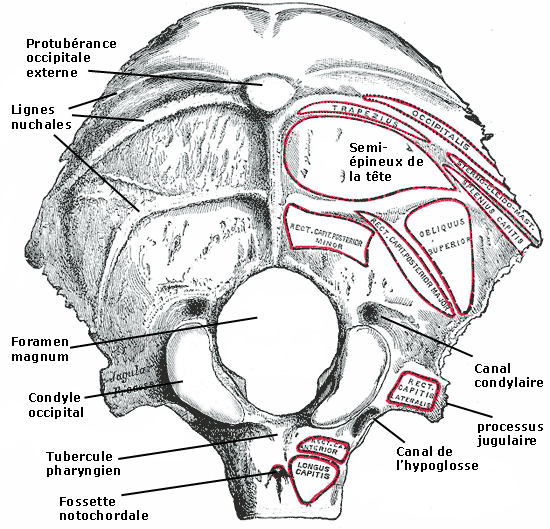
Insertion du muscle grand droit postérieur de la tête (rect/ capit. posterior major )